# Isabel Martínez de Perón
María Estela Martínez de Perón (La Rioja, 4 februari 1931) beter bekend als Isabel Martínez de Perón, was de derde echtgenote van de Argentijnse president Juan Perón (1895-1974). Na korte tijd first lady en vicepresident te zijn geweest, werd ze na het overlijden van Perón op 1 juli 1974 een van de eerste vrouwelijke presidenten ter wereld en de eerste van een Zuid-Amerikaans land. Zij vervulde die taak totdat ze op 24 maart 1976 werd afgezet.

## Ontmoeting met Juan Perón
Isabel, afkomstig uit de afgelegen provincie La Rioja, volgde een theateropleiding aan de Teatro Cervantes in Buenos Aires. Ze werd lid van een dansgezelschap dat door Latijns-Amerika trok. In Panama ontmoette ze Juan Perón, die daar in ballingschap leefde na zijn afzetting in 1955. Zij was toen 25 jaar. Perón nam Isabel in 1960 mee naar Spanje, waar ze gingen samenwonen. De conservatieve autoriteiten in het overwegend rooms-katholieke Spanje waren daar niet over te spreken. Met enige tegenzin trouwde Perón daarom voor de derde keer in 1961.
Perón speelde met de gedachte om zich weer met de Argentijnse politiek te gaan bemoeien, maar hij mocht na de staatsgreep van 1955, waarbij hij afgezet werd, niet meer het land in. Isabel ging in zijn plaats en fungeerde min of meer als boodschapper tussen Spanje en Zuid-Amerika. In dezelfde tijd raakte Isabel bevriend met José López Rega, een occulte filosoof en paragnost. Zij bewoog Perón ertoe om hem als zijn persoonlijke secretaris aan te stellen.
Toen Perón in 1973 opnieuw aan de presidentsverkiezingen deelnam, koos hij tot ieders verrassing Isabel als zijn 'running mate'. Zij had weinig politieke ervaring en veel minder ambitie dan de tweede mevrouw Perón twintig jaar eerder, de illustere Evita Perón, maar werd wel vicepresident.

## President van Argentinië
Perón overleed op 1 juli 1974, waardoor Isabel in zijn plaats werd aangesteld. Zij was een van de eerste vrouwen ter wereld die dat ambt bekleedden. José López Rega, die met de Peróns mee naar Argentinië was gekomen, werd haar rechterhand. Hij richtte de Argentijnse Anticommunistische Alliantie op, die begon met onderdrukking en pogingen tot liquidatie van de linkervleugel van de peronistische partij.  Lopez Rega kreeg langzaam maar zeker meer macht. Dit tot ongenoegen van de militaire top. Na aandringen ontsloeg Isabel hem, maar de legerleiding concludeerde dat zij (als vrouw) niet sterk genoeg in haar schoenen stond om het land te regeren.
Op 24 maart 1976 werd ze ontvoerd en afgezet, waarna Jorge Videla aan de macht kwam. Ze kreeg vijf jaar huisarrest en werd daarna verbannen naar Spanje. Nadat Raúl Alfonsín in 1983 president werd, werd ze weer in Argentinië toegelaten. Ze bleef echter in Spanje wonen.

## Arrestatie
Op 11 januari 2007 vaardigde rechter Raul Acosta, rechter in de Argentijnse provincie Mendoza, een aanhoudingsbevel tegen haar uit wegens haar rol bij de verdwijning van Hector Aldo Fagetti Gallego, een linkse activist die in februari 1976 verdween. Zijn verdwijning zou het gevolg zijn van door haar ondertekende decreten die het leger toestemming gaven op te treden tegen "subversieve elementen". Op 12 januari 2007 werd ze in haar huis in Villanueva de la Cañada nabij Madrid gearresteerd. Ze werd na ondervraging bij het Audiencia Nacional, een speciaal hooggerechtshof in Madrid, dezelfde dag weer vrijgelaten, onder de voorwaarde dat ze zich elke 15 dagen bij de politie zou melden. De Argentijnse regering deed daarop een uitleveringsverzoek, maar dat werd op 28 april 2008 afgewezen.